# Amblainville
Amblainville is een gemeente in het Franse departement Oise (regio Hauts-de-France). De plaats maakt deel uit van het arrondissement Beauvais. Amblainville telde op 1 januari 2022 1.786 inwoners.

## Geografie
De oppervlakte van Amblainville bedroeg op 1 januari 2022 20,98 vierkante kilometer; de bevolkingsdichtheid was toen 85,1 inwoners per km².

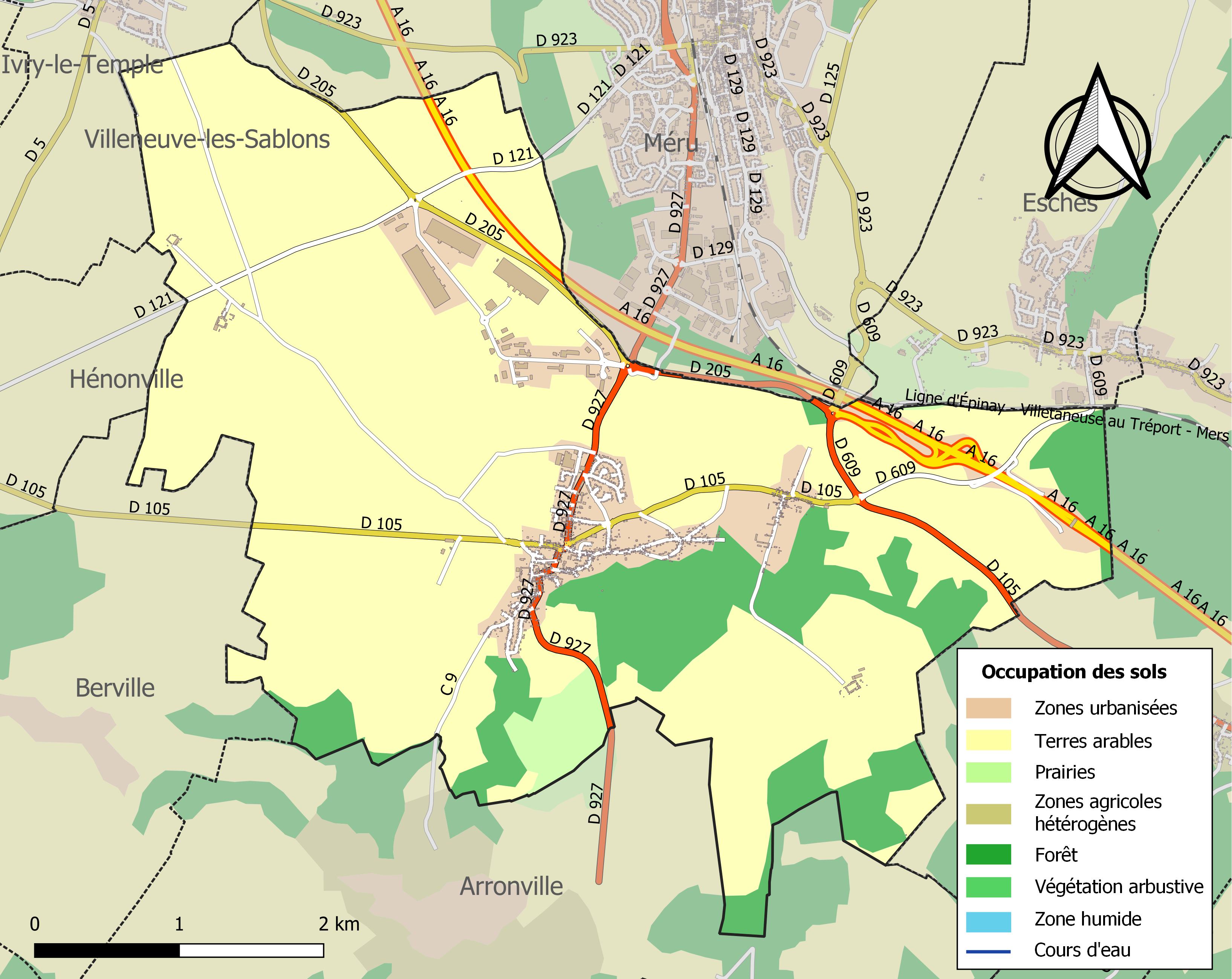
Kaart van de gemeente met belangrijkste infrastructuur, bodemgebruik en omliggende gemeenten

## Demografie
Onderstaande figuur toont het verloop van het inwonertal (bron: INSEE-tellingen).